# Ahmed Ziwar Pasha
Ahmed Ziwar Pasha, född 1864, död 1945, var Egyptens regeringschef mellan 24 november 1924 och 7 juni 1926.